# Багацератопс
Багацератопс (лат. Bagaceratops) — род рогатых динозавров из семейства протоцератопсид (Protoceratopsidae), живших во времена позднемеловой эпохи (83,5—70,6 млн лет назад) на территории современных Монголии и Китая (Внутренняя Монголия).

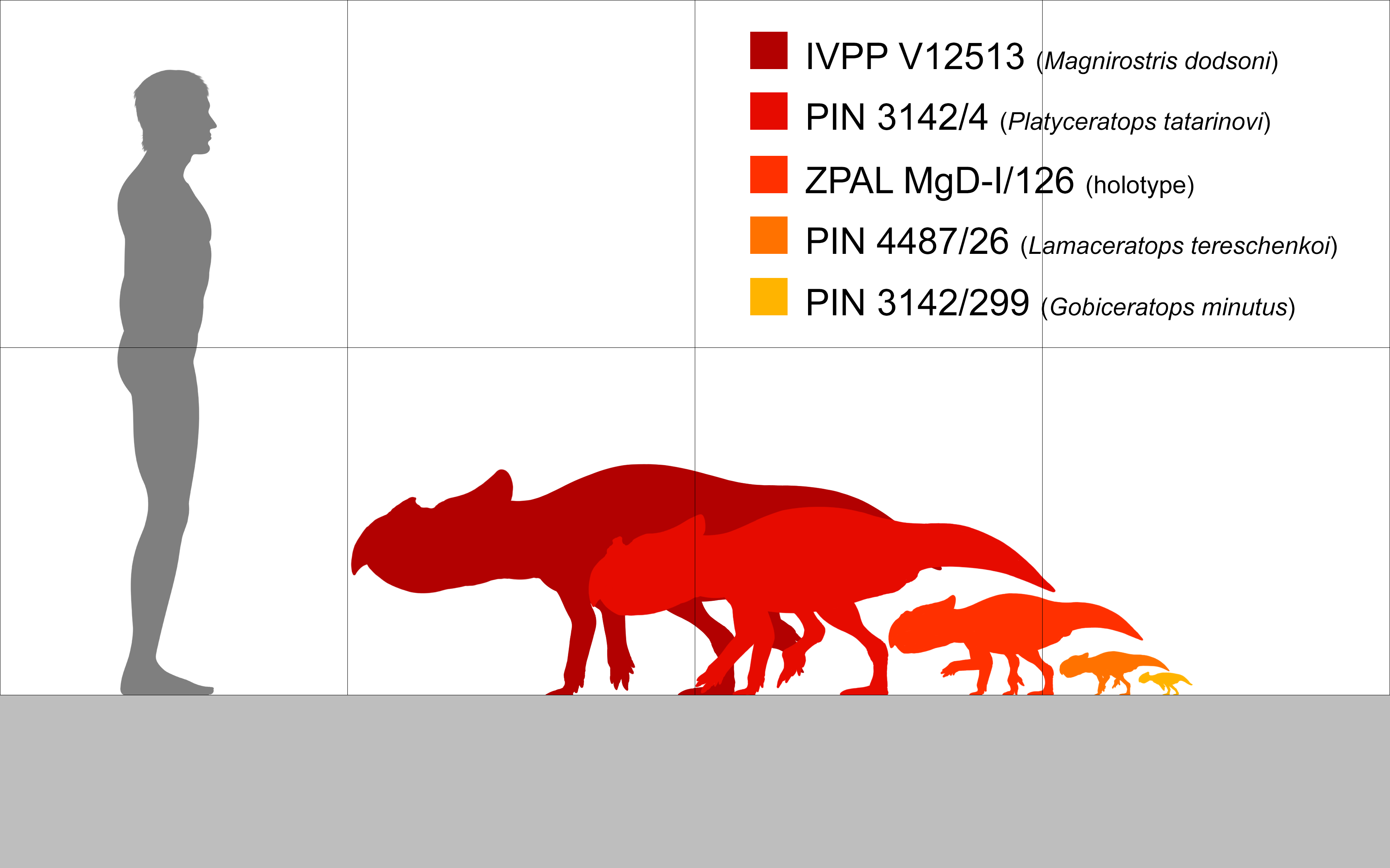
Различные образцы багацератопса в сравнении с человеком высотой 1,8 м

## Описание
Взрослая особь багацератопса вырастала до 1 метра в длину и 0,5 метра высотой, и весила примерно 22 килограмма. Воротник был маленьким, без отверстий, а челюсти несли по 10 зубов каждая. По форме череп багацератопса был более треугольным, чем у ближайшего родственника, протоцератопса.
Несмотря на то, что багацератопс развился позже, он сохранил более примитивные черты, чем его более ранние родственники. В противном случае, эти два рода были очень похожи: у каждого был клюв и отсутствовали надбровные рога.

## История открытия

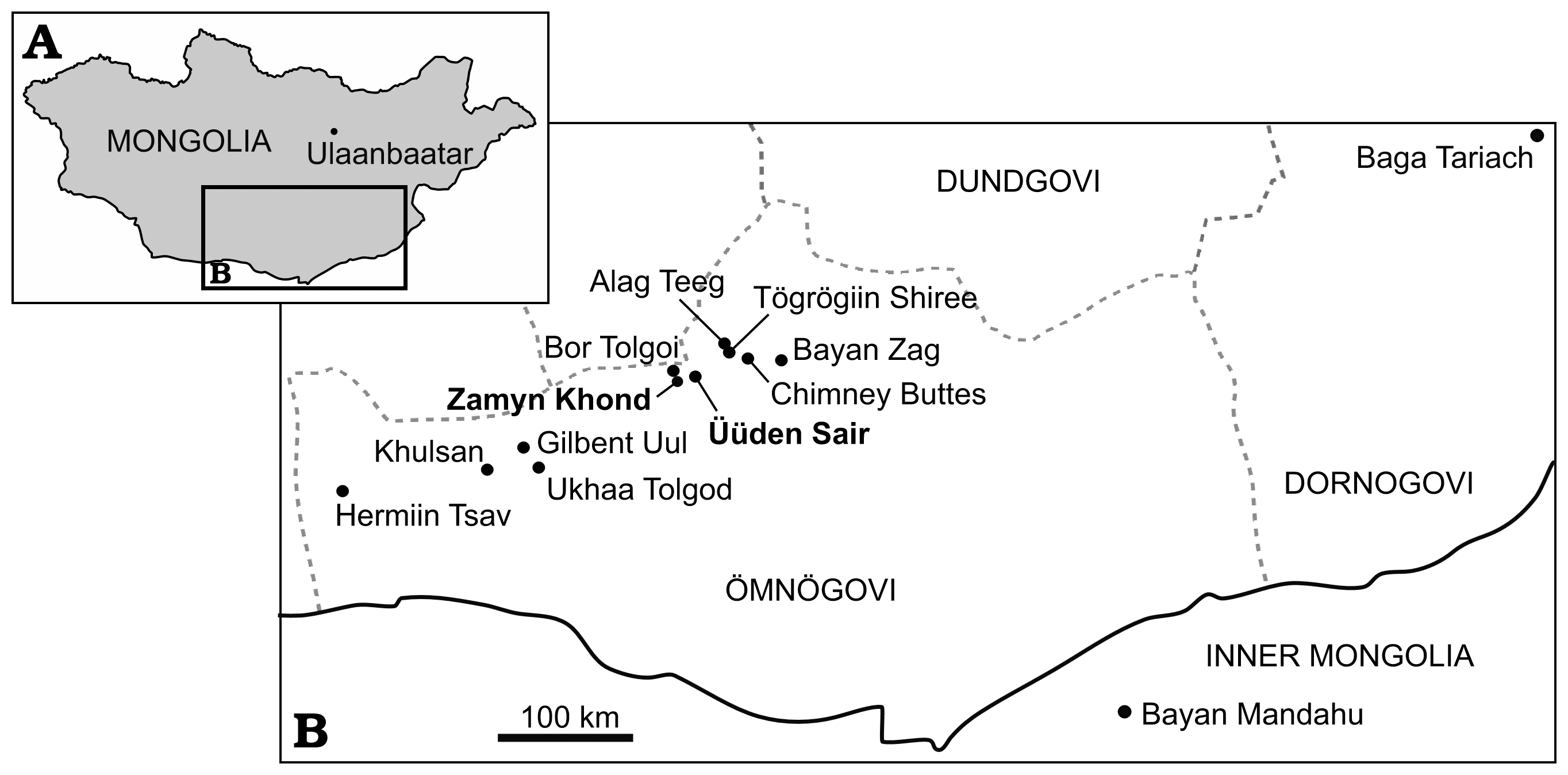
Палеонтологические местонахождения Монголии, где были обнаружены ископаемые остатки протоцератопсид. Окаменелости багацератопса известны из местонахождений Bayan Mandahu (снизу справа), Hermiin Tsav, Khulsan (снизу слева) и, возможно, Udyn Sayr (в центре)

В 1970-е годы проводились масштабные полевые работы польско-монгольских палеонтологических экспедиций, во время которых на эродированных поверхностях местонахождения Хермин-Цав в пустыне Гоби (барунгойотская свита) были обнаружены многочисленные экземпляры протоцератопсид. Найденные во время экспедиций ископаемые остатки хранятся в Институте палеобиологии Польской академии наук.
В 1975 году два польские палеонтологи Тереза Марьянская и Хальшка Осмульская опубликовали монографию, посвященную описанию этого материала, в которой выделили новый вид протоцератопсид Bagaceratops rozhdestvenskyi, ставший типовым для рода Bagaeratops. Голотип ZPAL MgD-I/126 состоит из черепа относительно среднего размера. Среди материала, отнесённого к багацератопсу, есть черепа детёнышей и подростковых особей. Родовое название Bagaceratops означает «маленькая рогатая морда» и происходит от монг. бага — «маленький», и окончания ceratops, образованного от др.-греч. κέρας [keras] — «рог», и ωψ [ops] — «морда, лицо». Видовое название B. rozhdestvenskyi дано в честь советского палеонтолога А. К. Рождественского, известного своими исследованиями динозавров.

### Дополнительные образцы

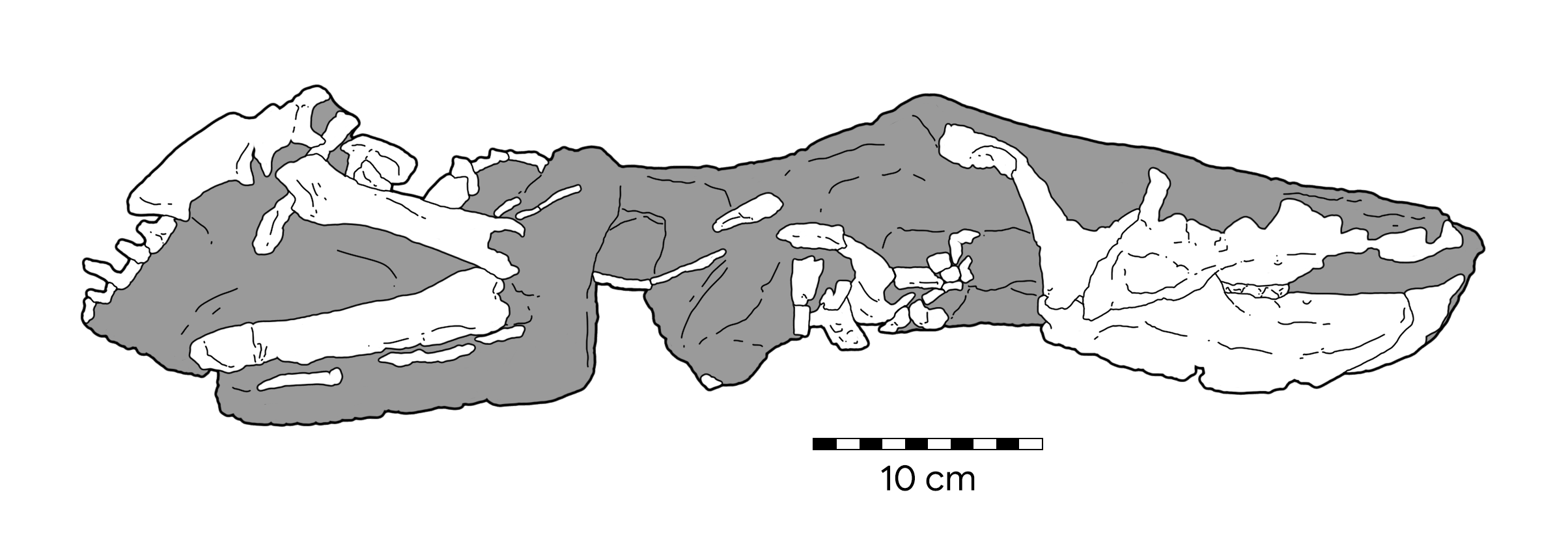
Диаграмма образца багацератопса KID 196

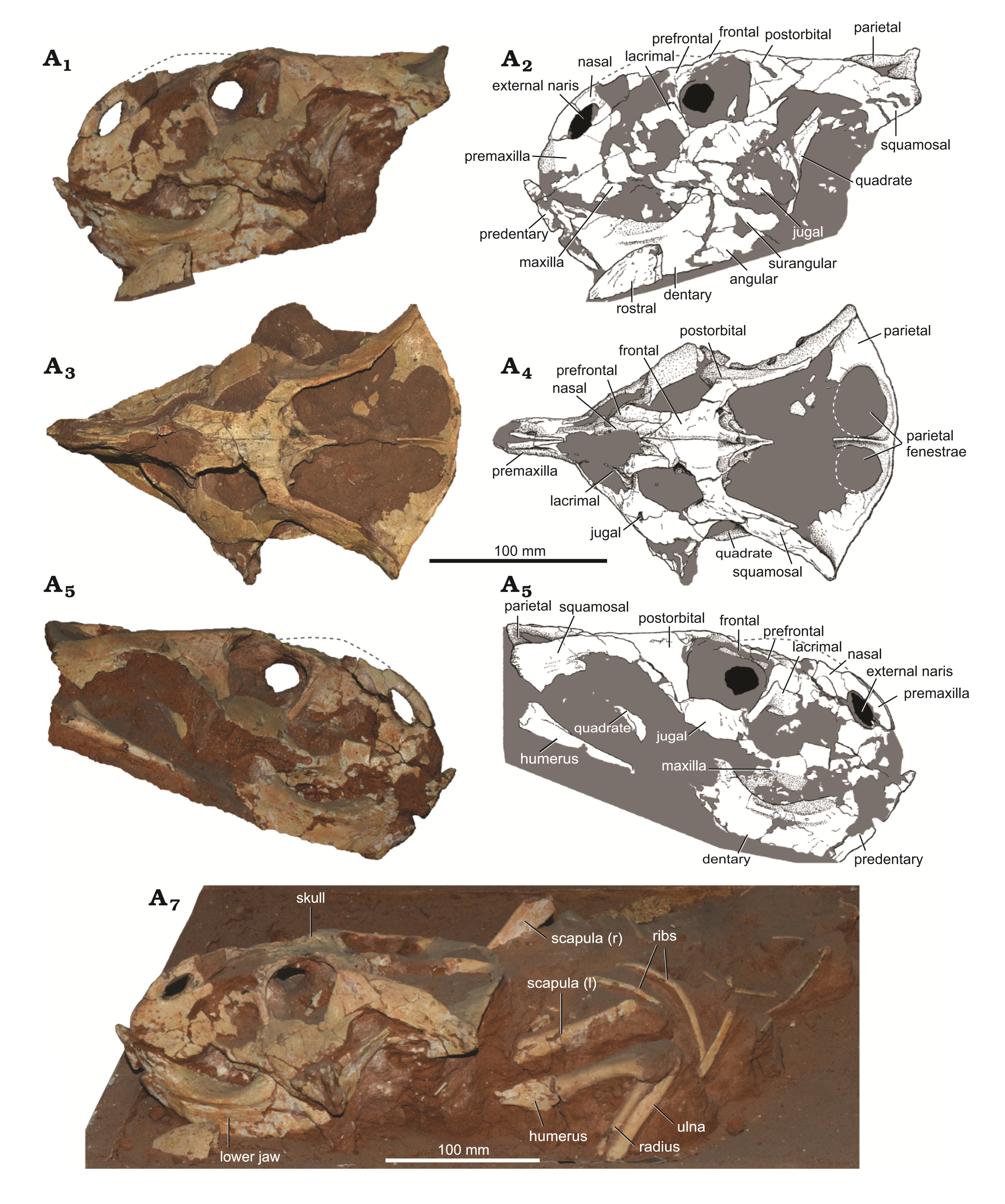
Образец MPC-D 100/551B, приписанный неопределённому виду, похожему на багацератопса (cf. Bagaceratops sp.)

В 1993 году японо-монгольская совместная палеонтологическая экспедиция обнаружила сочленённый и почти полный скелет багацератопса (MPC-D 100/535) в местонахождении Хермин-Цав. В 2010 и 2011 годах этот экземпляр был исследован с целью анализа нескольких отверстий (туннелеобразных отверстий), оставленных беспозвоночными падальщиками в области суставов. По состоянию на 2019 год MPC-D 100/535 остаётся почти неописанным. В 2019 году Битнара Ким и соавторы описали неполный скелет багацератопса (экземпляр KID 196), отметив, что не нашли существенных отличий между скелетами багацератопса и протоцератопса, кроме анатомии черепа, а также формы и расположения ключиц. Этот образец был обнаружен в 2007 году в местонахождении Хермин-Цав и и представлен неполными черепом и посткраниальным скелетом взрослой особи.
В 2020 году польский палеонтолог Лукаш Чепиньский описал новые экземпляры багацератопса (предположительно) и протоцератопса из местонахождений Удын-Сайр и Замын-Хонд соответственно джадохтской свиты. Эти экземпляры были использованы для уточнения возрастных корреляций местонахождений джадохтской свиты. Образец MPC-D 100/551B, который может принадлежать багацератопсу (cf. Bagaceratops sp.), Чепиньский назвал потенциальным свидетельством анагенетического перехода от Protoceratops andrewsi к Bagaceratops rozhdestvenskyi.

### Синонимы

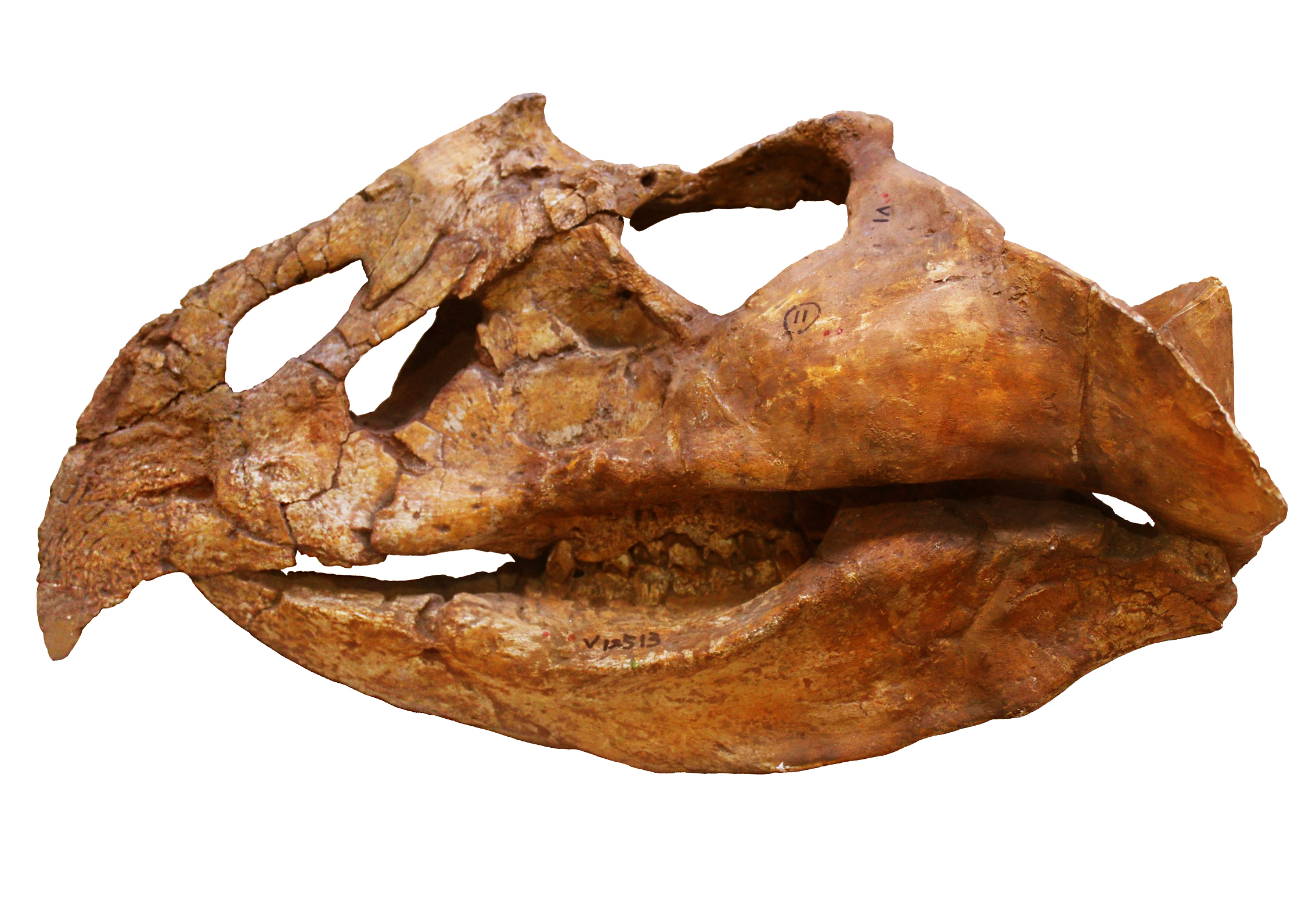
Череп «Magnirostris»
(образец IVPP V12513)

Вид «?Protoceratops kozlowskii» был описан Марьянской и Осмульской в 1975 году, в той же работе, что и багацератопс, по остаткам из местонахождения Хульсан барунгойотской свиты. В 1990 году Сергей Курзанов перенёс этот вид в новый род Breviceratops (бревицератопс). Пол Серено (2000) подверг сомнению отличительные признаки бревицератопса, за исключением наличия предчелюстных зубов, которое он объяснил ювенильным возрастом (хотя у взрослых багацератопсов не было предчелюстных зубов, у незрелых особей они имелись). По мнению Серено, B. kozlowskii следует считать младшим синонимом B. rozhdestvenskyi. Эта синонимия признавалась в ряде других публикаций, включая обзор Хайлу Ю и Питера Додсона (2004) в справочнике «The Dinosauria». Согласно исследованию Лукаша Чепиньского (2019), бревицератопс является отдельным родом протоцератопсид, не попадающим в онтогенетический ряд багацератопса. Чепиньский отметил, что бревицератопс отличается от багацератопса и протоцератопса сочетанием базальных (примитивных) и производных (продвинутых) черт.
В 2003 году российский палеонтолог Владимир Алифанов описал новые таксоны Lamaceratops tereschenkoi и Platyceratops tatarinovi из барунгойотской свиты. Голотипом Lamaceratops стал неполный череп небольшого размера PIN 4487/26 из местонахождения Хульсан, тогда как голотипом Platyceratops — почти полный череп среднего размера PIN 3142/4, найденный в красных пластах местонахождения Хермин-Цав. Алифанов также выделил семейство Bagaceratopidae, в которое включил эти новые роды и багацератопса. Родовое название Lamaceratops происходит от понятия буддийского «ламы» и древнегреческого окончания ceratops («рогатая морда»), а видовое название дано в честь палеонтолога В. С. Терещенко. Родовое название Platyceratops означает «плоская рогатая морда»: от др.-греч. πλατύς [platys] — «плоский», и окончания ceratops; видовое название L. tereschenkoi дано в честь палеонтолога Л. П. Татаринова.
В 2003 году Ю Хайлу и Донг Чжимин описали новые род и вид протоцератопсид Magnirostris dodsoni из красных слоёв местонахождения Баян-Мандаху, относящегося к одноимённой формации во Внутренней Монголии, Китай. Голотип Magnirostris, IVPP V12513, представляет собой почти полный череп без области воротника, который был обнаружен во время китайско-канадской экспедиции «Проекта по динозаврам». Родовое название Magnirostris происходит от лат. magnus — «большой», и rostrum — «клюв»; видовое название M. dodsoni дано в честь палеонтолога Питера Додсона.
В 2006 году Питер Маковицкий и Марк Норрел сочли роды Lamaceratops, Platyceratops и Magnirostris младшими синонимами Bagaceratops. Исследователи отметили, что приписанные этим родам образцы обладают анатомическими чертами, уже наблюдаемыми у других экземпляров багацератопса, а некоторые из их признаков, вероятно, являются тафономическими артефактами.

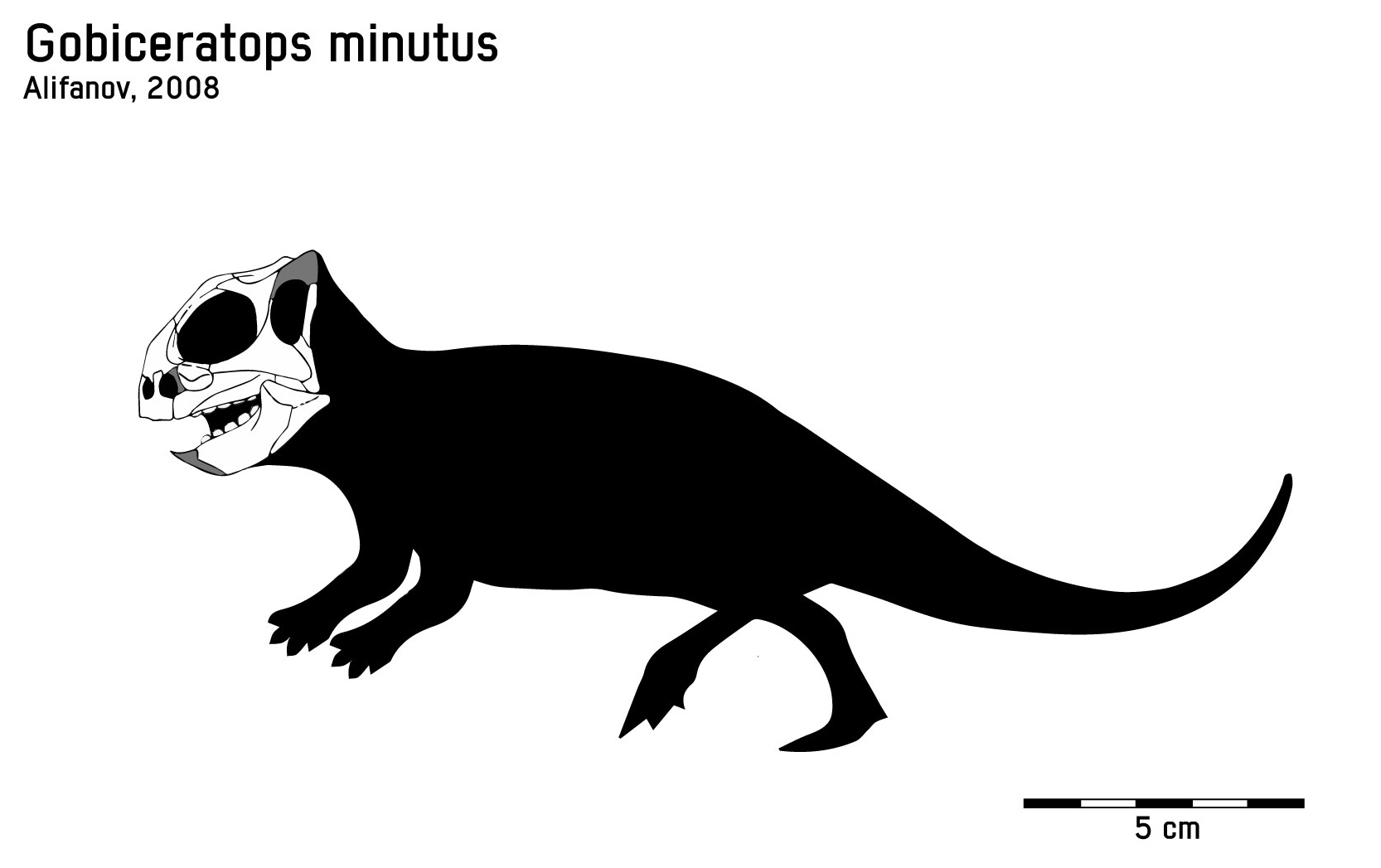
Скелетная реконструкция, показывающая материал, приписанный «Gobiceratops»
(образец PIN 3142/299)

В 2008 году Алифанов описал ещё один таксон цератопсов из барунгойотской свиты — Gobiceratops minitus. Его единственный известный образец (голотип PIN 3142/299) представлен очень маленьким черепом ювенильной особи, который был собран в местонахождении Хермин-Цав в конце 1970-х годов совместной советско-монгольской палеонтологической экспедицией. Хотя Алифанов использовал этот череп для описания нового рода Gobiceratops, он уже несколько лет экспонировался в Палеонтологическом музее имени Ю. А. Орлова под названием Bagaceratops rozhdestvenskyi. Родовое название Gobiceratops образовано от наименования пустыни Гоби и окончания ceratops; видовое название G. minitus происходит от лат. minutus — «маленький».
В 2019 году было опубликовано комплексное исследование внутривидовой изменчивости морфологии B. rozhdestvenskyi, проведённое Лукашом Чепиньским. Он повторно исследовал многие экземпляры, первоначально описанные Марьянской и Осмульской, а также голотипы Gobiceratops minutus, Lamaceratops tereschenkoi, Platyceratops tatarinovi и Magnirostris dodsoni. Он пришёл к выводы, что голотипы дополнительных видов на самом деле описаны по экземплярам, соответствующим различным стадиям роста багацератопса, что делает эти виды младшими синонимами B. rozhdestvenskyi. Чепиньский предоставил доказательства того, что все признаки, считавшиеся диагностическими для новых родов, на самом деле  попадают в рамки большой внутривидовой изменчивости багацератопса. Это подразумевает существование следующего онтогенетического ряда: PIN 3142/299 («Gobiceratops minutus») → PIN 4487/26 9 («Lamaceratops tereschenkoi») → ZPAL MgD-I/125 (Bagaceratops rozhdestvenskyi) → PIN 3142/4 («Platyceratops tatarinovi») → IVPP V12513 («Magnirostris dodsoni»).

## Питание
Как и все цератопсы, багацератопс был растительноядным животным. Во времена мелового периода цветковых растений было очень мало, и поэтому вполне вероятно, что этот динозавр объедал преобладающие растения той эпохи: папоротники, саговники и хвойные деревья. Он использовал свой острый клюв, чтобы откусывать листья или иглы.

## Классификация

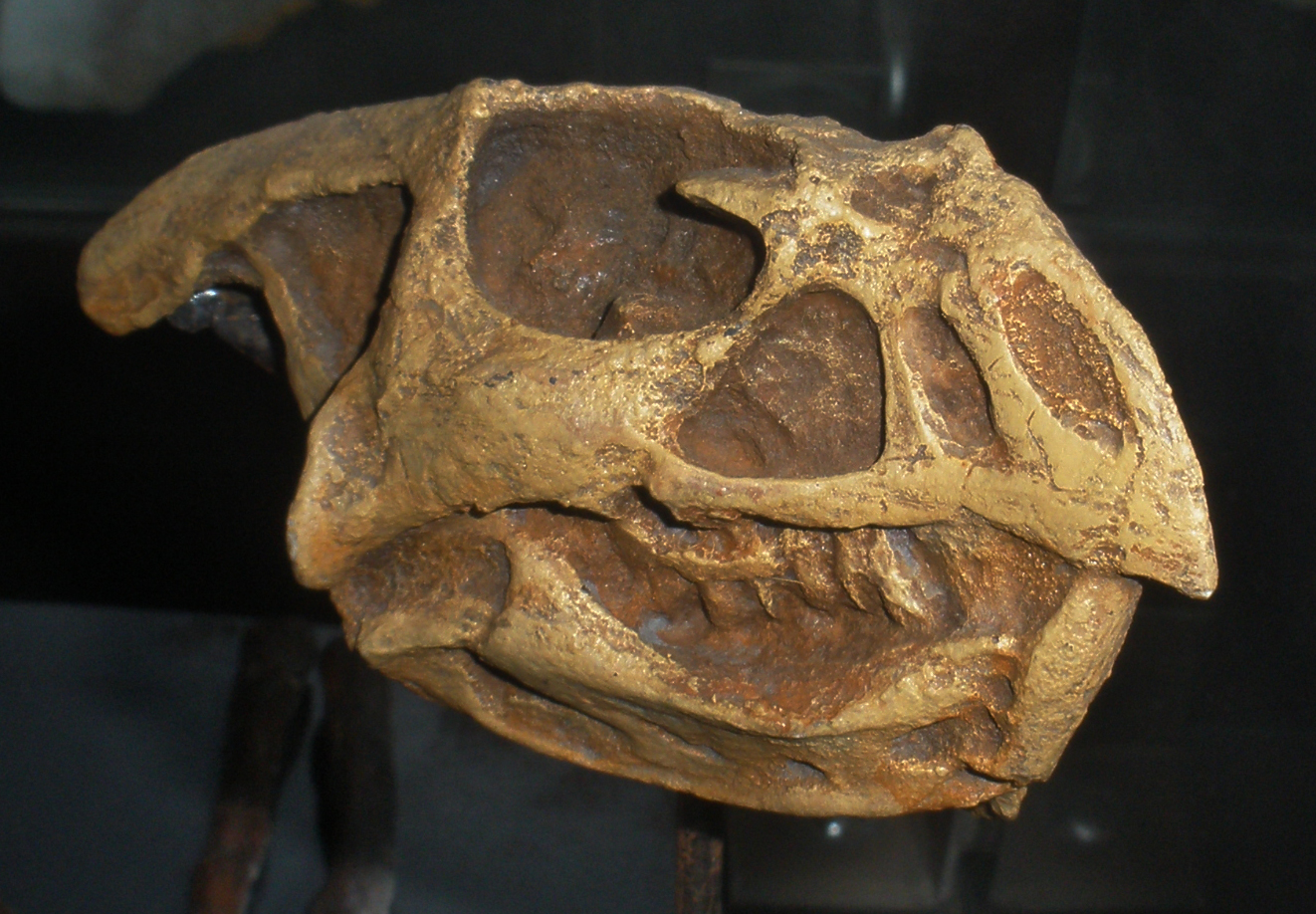
Слепок черепа образца PIN 3142/1

В 2019 году Лукаш Чепиньский проанализировал большинство известных образцов багацератопса и бревицератопса, включая образцы, прежде приписанные другим родам. Чепиньский обнаружил, что диагностические признаки, использованные для выделения родов Gobiceratops, Lamaceratops, Magnirostris и Platyceratops, в основном присутствуют у бесспорных образцов багацератопса, что свидетельствует об их синонимичности роду Bagaceratops.
Согласно классификации Чепиньского, протоцератопсиды (Protoceratopsidae) включают только три рода: багацератопс (Bagaceratops), бревицератопс (Breviceratops) и протоцератопс (Protoceratops). Судя по признакам черепа, таким как наличие или отсутствие предчелюстных зубов и переднечелюстного отверстия, протоцератопс Эндюрса (Protoceratops andrewsi) является наиболее базальным протоцератопсидом, а багацератопс — наиболее производным.
Ниже приведена кладограмма протоцератопсид, соответствующая результатам филогенетического анализа Чепиньского (2019):
|  | Бревицератопс (Breviceratops)                 |
|  |                                               |
|  | \| \| Багацератопс (Bagaceratops) \| \| \| \| |
|  |                                               |
|  | Багацератопс (Bagaceratops)                   |
|  |                                               |

|  | Багацератопс (Bagaceratops) |
|  |                             |

|  | Бревицератопс (Breviceratops)                 |
|  |                                               |
|  | \| \| Багацератопс (Bagaceratops) \| \| \| \| |
|  |                                               |
|  | Багацератопс (Bagaceratops)                   |
|  |                                               |

|  | Багацератопс (Bagaceratops) |
|  |                             |

|  | Бревицератопс (Breviceratops)                 |
|  |                                               |
|  | \| \| Багацератопс (Bagaceratops) \| \| \| \| |
|  |                                               |
|  | Багацератопс (Bagaceratops)                   |
|  |                                               |

|  | Багацератопс (Bagaceratops) |
|  |                             |

|  | Бревицератопс (Breviceratops)                 |
|  |                                               |
|  | \| \| Багацератопс (Bagaceratops) \| \| \| \| |
|  |                                               |
|  | Багацератопс (Bagaceratops)                   |
|  |                                               |

|  | Багацератопс (Bagaceratops) |
|  |                             |

|  | Бревицератопс (Breviceratops)                 |
|  |                                               |
|  | \| \| Багацератопс (Bagaceratops) \| \| \| \| |
|  |                                               |
|  | Багацератопс (Bagaceratops)                   |
|  |                                               |

|  | Багацератопс (Bagaceratops) |
|  |                             |

|  | Бревицератопс (Breviceratops)                 |
|  |                                               |
|  | \| \| Багацератопс (Bagaceratops) \| \| \| \| |
|  |                                               |
|  | Багацератопс (Bagaceratops)                   |
|  |                                               |

|  | Багацератопс (Bagaceratops) |
|  |                             |

|  | Бревицератопс (Breviceratops)                 |
|  |                                               |
|  | \| \| Багацератопс (Bagaceratops) \| \| \| \| |
|  |                                               |
|  | Багацератопс (Bagaceratops)                   |
|  |                                               |

|  | Багацератопс (Bagaceratops) |
|  |                             |

|  | Бревицератопс (Breviceratops)                 |
|  |                                               |
|  | \| \| Багацератопс (Bagaceratops) \| \| \| \| |
|  |                                               |
|  | Багацератопс (Bagaceratops)                   |
|  |                                               |

|  | Багацератопс (Bagaceratops) |
|  |                             |